# Country Joe and the Fish

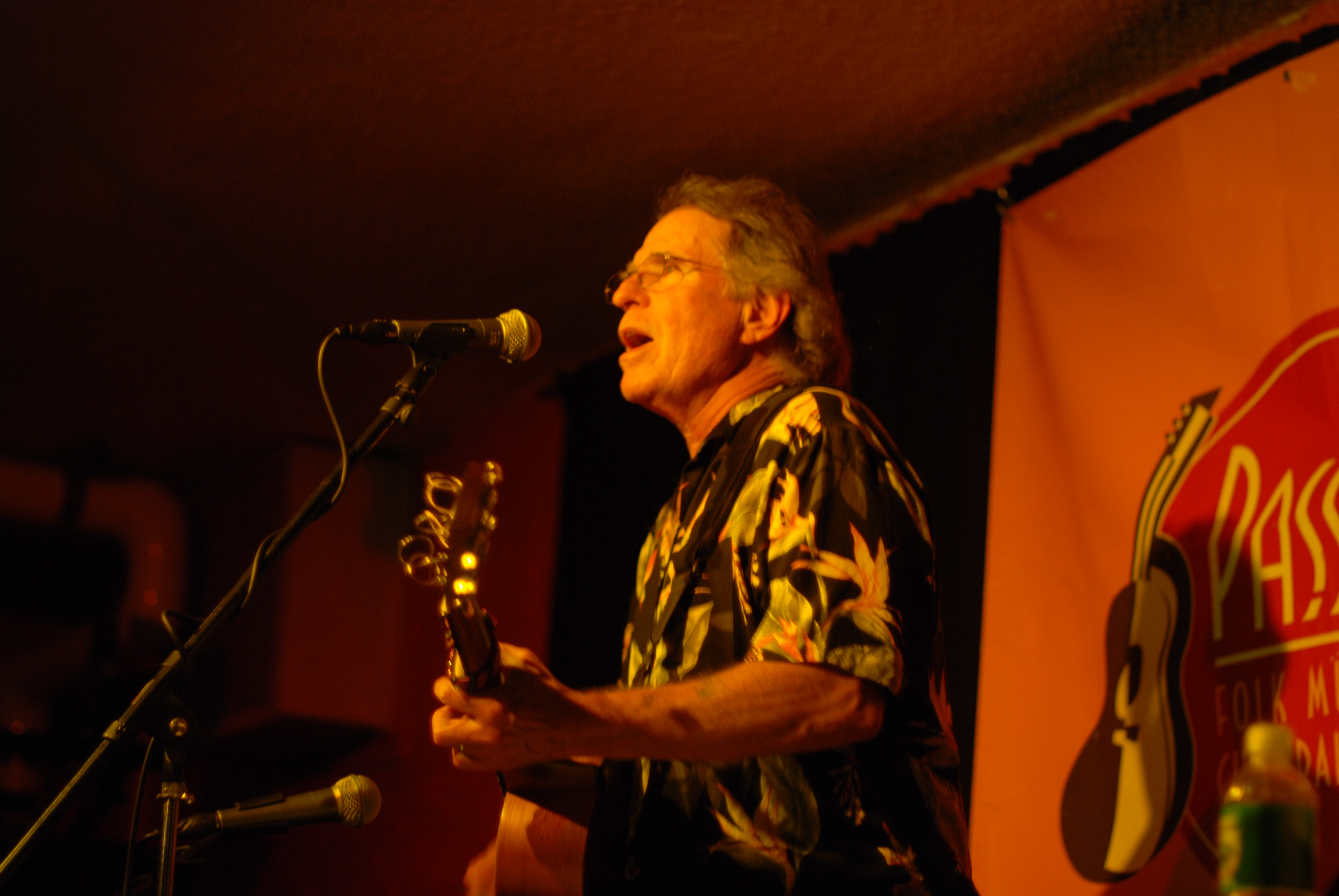
Country Joe McDonald

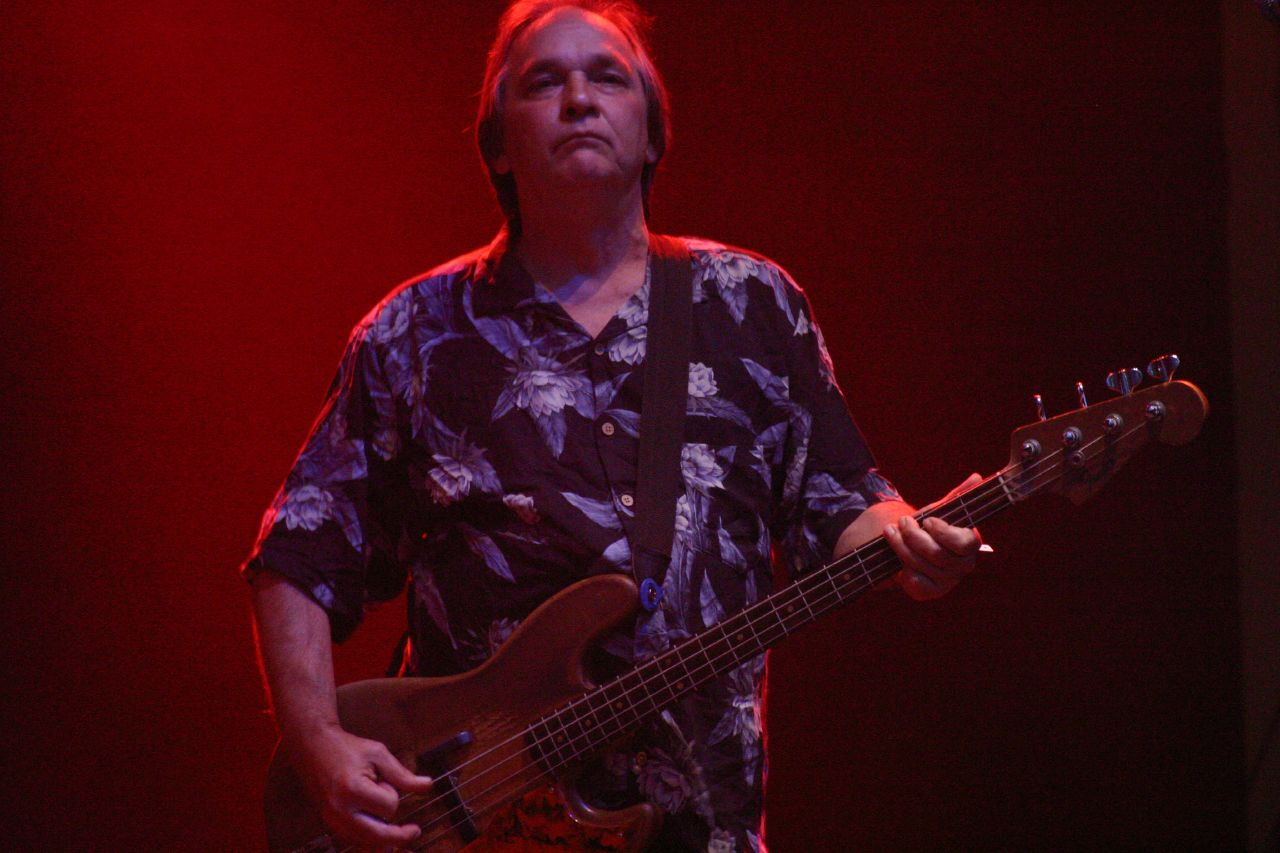
Barry "Fish" Melton

Country Joe and the Fish è stato un gruppo musicale statunitense, originario della California, specializzato nel rock psichedelico e attivo dal 1966 al 1971.

## Storia

### Origini
Country Joe McDonald, nome d'arte di Joseph Allen McDonald (Washington D.C., 1º gennaio 1942), fu un musicista politico che per breve tempo ereditò il carisma di Bob Dylan e il sarcasmo dei The Fugs.  Figlio di attivisti radicali, una madre ebrea e un padre comunista, che lo chiamarono Joseph in onore di Stalin, dopo aver trascorso quattro anni nella marina militare americana (1958-1962) si trasferì a Berkeley dove trovò il posto ideale per la sua attività di cantautore.
Il suo stile fondeva l'aspra denuncia dylaniana, il sarcasmo dei Fugs e il polemismo di Woody Guthrie. Nel 1965 chiamò attorno a sé un gruppo elettrico, i Fish (nel gergo del Libretto Rosso di Mao: "i rivoluzionari") che comportarono un allargamento dello stile al Blues e al Rock and roll. Si divaga dai temi politici, i quali diventano solo il pretesto di fondo per la creazione di importanti dischi nel panorama psichedelico californiano. Il gruppo diventa subito famoso nei campus universitari della Baia e in breve arriva alla produzione del disco d'esordio.

### Il successo (1967): la mente e il corpo
Il 1967 fu l'anno della svolta per il gruppo con l'uscita del loro primo LP, Electric Music for the Mind and Body. Il disco ottenne un immediato successo ed un posto di prim'ordine nella psichedelia californiana, della quale divenne uno dei manifesti.

## Formazione
- Country Joe McDonald (voce, chitarra, armonica)
- Barry Melton (chitarra)
- David Cohen (tastiere)
- Bruce Barthol (basso)
- Chicken Hirsh (batteria)

## Discografia
- Electric Music for the Mind and Body (1967)
- I Feel Like I'm Fixin' to Die (1967)
- Live! Fillmore West 1969 (1994)